# Marta Casals Istomin
Marta Casals Istomin   (Humacao, 2 de novembre de 1936), nascuda Marta Montañez Martínez, és una violoncel·lista, professora i directora artística de música clàssica porto-riquenya. Pertanyent a una família de músics aficionats, el 1948 va obtenir una beca per a aprendre a tocar el violoncel a Nova York. El 1951 va conèixer a Prada de Conflent a Pau Casals on va tornar el 1954 com a alumna seva. El 1957 es van casar a Puerto Rico i van fundar el Festival Casals a San Juan de Puerto Rico. El 1959 van fundar el Conservatori de Puerto Rico. A la mort de Pau Casals el 1973 se'n va fer càrrec.
El 1975 es va casar amb Eugene Istomin, de qui es va quedar vídua el 2003. El 1979 dimití com a presidenta dels Festival Casals per a ser directora artística del John F. Kennedy Center for the Performing Arts a Washington DC fins al 1990. Del 1990 al 1997 es va fer càrrec dels Encounters musicals d'Evian, a França. Entre juliol de 1992 i octubre de 2005 va ser presidenta de la Manhattan School of Music de Nova York. També és presidenta de la Fundació Pau Casals. El 2001 va rebre la Creu de Sant Jordi.
Parla amb prou fluïdesa català, castellà, francès i anglès. Ha estat membre de la primera delegació cultural a la República de la Xina (1980), membre del Consultiu dels EUA Consultiu sobre Cultura per a UNESCO a Ciutat de Mèxic i París (1980), i delegada al Fòrum d'Arts Mundial a Ginebra, Suïssa (1989, 1990).
El 1993 va participar en la fundació de l'Acadèmia Klonberg com a mecenes, formant part des de llavors del seu consell artístic assessor.
El 2 de novembre de 2015 Marta Casals rep el premi Living Legend atorgat per la Biblioteca del Congrés dels EUA.